# Mont Mali
Mont Mali är ett berg i Centralafrikanska republiken.   Det ligger i prefekturen Préfecture de l'Ouham-Pendé, i den västra delen av landet, 400 km nordväst om huvudstaden Bangui. Toppen på Mont Mali är 1 121 meter över havet, eller 255 meter över den omgivande terrängen. Bredden vid basen är 2,9 km.
Terrängen runt Mont Mali är huvudsakligen platt, men den allra närmaste omgivningen är kuperad. Runt Mont Mali är det glesbefolkat, med 16 invånare per kvadratkilometer..
I omgivningarna runt Mont Mali växer huvudsakligen savannskog.